# 韋諾恩·威爾斯
韋諾恩·麥可·威爾斯三世（英語：Vernon Michael Wells III，1978年12月8日—），為前美國職棒大聯盟的中外野手，生涯曾效力過藍鳥、天使與洋基等隊。
威爾斯生涯共入選3次明星賽，拿下3座金手套獎和一座銀棒獎。他的安打數、二壘安打數、壘打數、得分和打點都是藍鳥隊史次高。而全壘打數在藍鳥隊史排在第四名，僅次於卡洛斯·戴加多、荷西·包提斯塔和埃德溫·恩卡納西翁。

## 職業生涯

### 多倫多藍鳥
威爾斯在1997年大聯盟選秀第五順位被藍鳥選走，並在1999年升上大聯盟。不過他在2001年之前都只有在9月擴編才有機會於大聯盟亮相。
2002年，威爾斯首度獲得長期大聯盟出賽機會。這年他的打擊率為2成75，並敲出23轟與100分打點。2003年，威爾斯繳出3成17的打擊率，並敲出33轟與117分打點。他也首次入選明星賽，並在6月底和Corey Koskie共同拿下美聯單週最佳球員。2004年到2006年，他連續拿下金手套獎。
2006年，威爾斯繳出3成03的打擊率，並敲出32轟與106分打點。他在5月30日甚至上演單場三響砲，砲轟紅襪王牌投手賈許·貝基特。他這年第二次入選明星賽，不過他在明星賽前曾因為表現不佳一度被總經理批評。9月24日，他打回生涯第500分打點。球季結束後，藍鳥和他簽下7年1億2600萬美元的延長合約。
2007年，威爾斯因為受傷，整季打擊率僅2成45，並敲出16轟與80分打點。2008年5月9日，威爾斯在一次滑接飛球時傷到左手腕，後來他在7月9日又傷到左斜肌。雖然一直受傷，但他在2008年依舊繳出3成打擊率，並敲出20轟與78分打點。
2009年春訓，威爾斯又一次受傷。他在球季出原本是擔任第四棒，不過他表現不佳，最後在明星賽前被球隊拔除中心棒次。該年他的打擊率為2成60，並敲出15轟與66分打點。而他也在這年遭受許多人的批評，表示他拿到大合約後，表現卻不符預期。
2010年4月，威爾的打擊率高達3成37，並敲出8轟與16分打點。6月27日，他從傑米·莫耶手中開轟，讓莫耶成為大聯盟史上挨最多全壘打的投手。他終於在這年重返明星賽，並受邀參加全壘打大賽。雖然有球評預測它可以抱得全壘打大賽冠軍，但他最終僅在首輪敲出2轟。9月24日，威爾斯敲出單季第30轟，成為隊史第四位可以3次達成單季30轟的打者。最後他的打擊率為2成73，並敲出31轟與88分打點，是他簽下大約後表現最好的一季。

### 洛杉磯安那罕天使
2011年1月21日，藍鳥將威爾斯交易到天使，換來麥克·拿坡里和璜·瑞維拉。
威爾斯在球季初的打擊率低於2成，上半季結束時，他的打擊率為2成22。不過他在6、7月共敲出11轟，結束了他在球季初的低潮。8月12日，威爾斯首度回到藍鳥主場，並受到主場球迷的鼓掌歡迎。這年他的打擊率僅2成18，在所有符合打數的選手中，威爾斯是打擊率和上壘率最低的。

### 紐約洋基
2013年3月26日，天使將威爾斯交易到洋基，換來Exicardo Cayones和Kramer Sneed。他將原本10號的背號改為12號，並在5月8日首度擔任三壘手；5月15日首度擔任二壘手。7月26日，因為阿方索·索利安諾重返洋基，因此威爾斯將背號改為22號。8月5日，威爾斯首度擔任一壘手。
2014年1月10日，洋基將威爾斯指定讓渡，並在16日將他釋出。總計他在洋基隊的打擊率為2成33，並敲出11轟與50分打點。
2019年，威爾斯首度獲得名人堂票選資格，但他的得票率不及5%。

## 生涯成績
| 出賽次數 | 打席  | 打數  | 得分 | 安打  | 二安 | 三安 | 全壘打 | 打點 | 盜壘 | 保送 | 三振 | 打擊率 | 上壘率 | 長打率 | OPS  |
| -------- | ----- | ----- | ---- | ----- | ---- | ---- | ------ | ---- | ---- | ---- | ---- | ------ | ------ | ------ | ---- |
| 1,731    | 7,212 | 6,642 | 930  | 1,794 | 379  | 34   | 270    | 958  | 107  | 472  | 956  | .270   | .319   | .459   | .778 |

## 個人生活
威爾斯的父親小韋諾恩是一名棒球藝術家，許多棒球卡上的圖案都是出自於他的設計。
威爾斯於2001年結婚，並育有2子，目前他們一家定居在德州西湖。

## 外部連結
- 球員資訊和成績在MLB ，ESPN ，Retrosheet ，Baseball Reference ，Baseball Reference (Minors) ，Fangraphs ，The Baseball Cube （英文）
- 韋諾恩·威爾斯在台灣棒球維基館上的頁面（繁體中文）